# Andropogon lividus
Andropogon lividus är en gräsart som beskrevs av George Henry Kendrick Thwaites. Andropogon lividus ingår i släktet Andropogon och familjen gräs. Inga underarter finns listade i Catalogue of Life.